# Heinrich Balemann

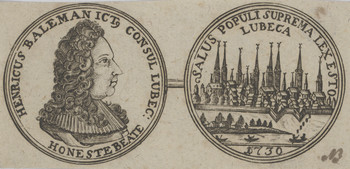
Heinrich Balemann (um 1730)

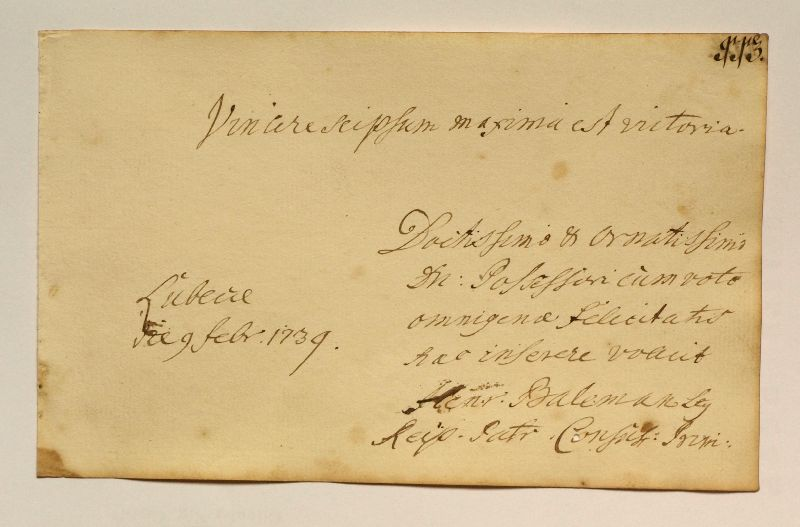
Eintrag des Bürgermeisters Balemann (1739) im Stammbuch Johann Friedrich Behrendt

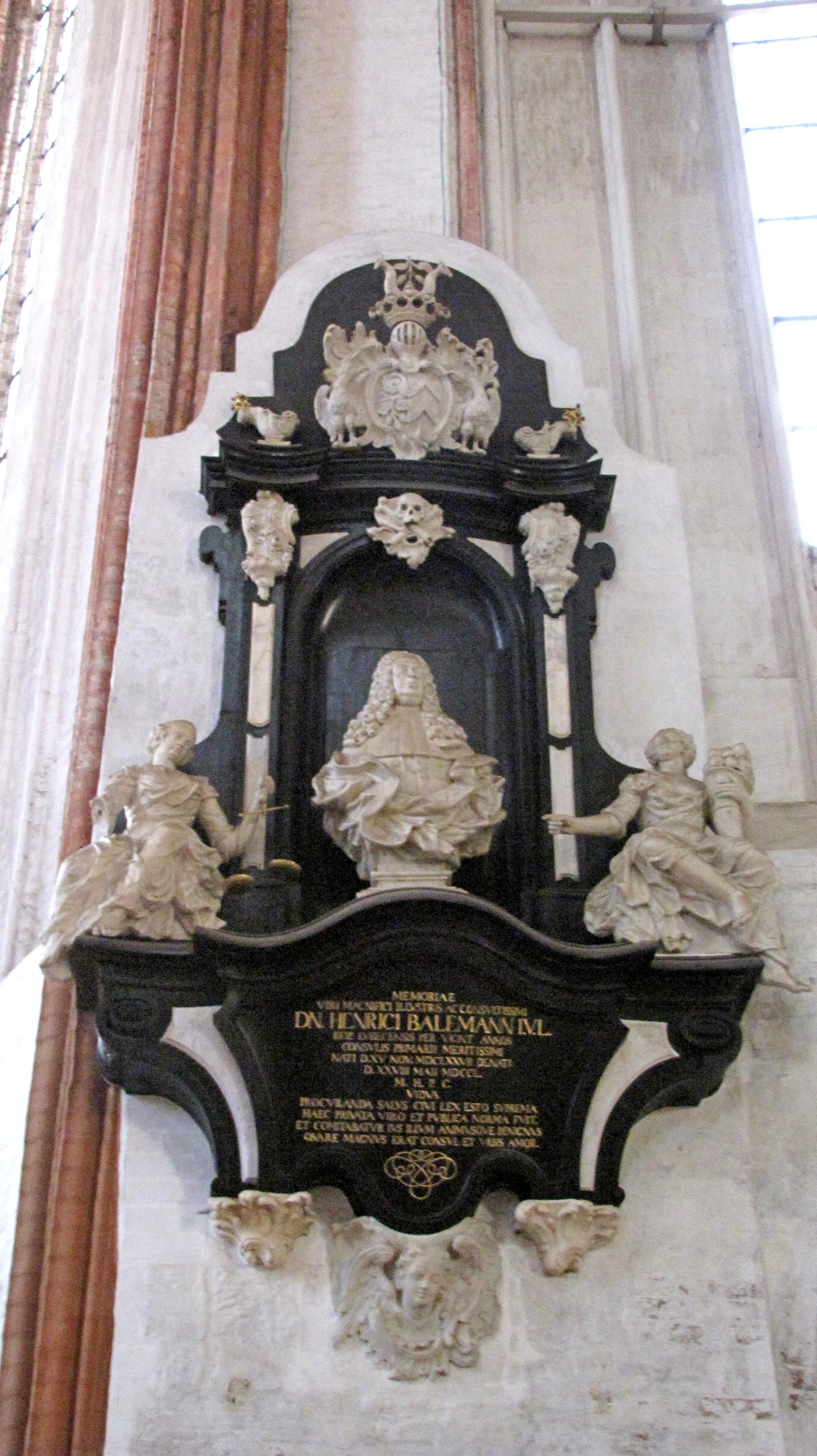
Rokoko-Epitaph für Bürgermeister Balemann in St. Marien (1751)

Heinrich Balemann (* 15. November 1677 in Lübeck; † 28. Mai 1750 ebenda) war ein deutscher Jurist und Bürgermeister der Hansestadt Lübeck.

## Leben
Balemann war der Sohn des Lübecker Ratsherrn Heinrich Balemann (Ratsherr, 1643), der die Stadt auch beim Frieden von Nimwegen vertreten hat und 1692 das Familiengut Brandenbaum erworben hatte. Der Großvater Hinrich Balemann war in Lübeck Protonotar gewesen, also Erster Ratssekretär der Stadt, und auch der Urgroßvater Heinrich Balemann (Ratsherr, 1580) hatte seit 1628 dem Lübecker Rat angehört.
Balemann studierte von 1696 bis 1699 Rechtswissenschaften zunächst an der Universität Altdorf und dann in Halle (Saale) und begab sich danach auf die übliche Grand Tour, die ihn über Wien nach Italien und Frankreich führte. Er erwarb als Lizenziat beider Rechte sodann berufsnotwendige Praxis beim Reichskammergericht in Wetzlar und wurde 1701 von der Universität Groningen zum Dr. iur. promoviert. In seine Heimatstadt zurückgekehrt, wurde er 1702 zunächst Ratssekretär und 1717 in den Rat erwählt. Er vertrat die Stadt in mehreren auswärtigen Gesandtschaften, so 1717 gemeinsam mit dem Ratsherrn Heinrich von Brömbsen in Schloss Gottorf bei König Friedrich IV. von Dänemark, 1719 und 1720 in Schloss Herrenhausen bei König Georg I. von England wegen der Möllner Pertinenzien. 1724 wurde Balemann zu einem der vier Bürgermeister der Stadt erwählt. In seine Amtszeit fällt die von der Bürgerschaft erzwungene Selbstergänzung des Lübecker Rates 1739.
Sein Gartenhaus mit zwei Türmen und großem Ziergarten vor dem Holstentor im heutigen Stadtteil Lübeck-St. Lorenz ist in Jacob von Melles Gründlicher Nachricht von der Kayserlichen, Freyen und des H. Römis. Reichs Stadt Lübeck in der 2. Auflage von 1742 abgebildet.
1745 ließ er gemeinsam mit dem weiteren Bürgermeister Heinrich Rust und den Ratsherrn Hermann Woldt und Mattheus Rodde als Vorstehern die große Glocke des Heiligen-Geist-Hospitals durch den Ratsgießer Lorenz Strahlborn bzw. dessen Sohn Dietrich umgießen.
Seit 1702 war er mit Catharina Elisabeth Wolfrath verheiratet, mit der er mindestens zwei Kinder hatte. Der Sohn Heinrich Dietrich (1703–1768) studierte in Gießen und Altdorf Jura und war seit 1761 ebenfalls Bürgermeister von Lübeck.

## Epitaph
Sein marmornes Epitaph mit seiner Büste und weiteren allegorischen Figuren in der Lübecker Marienkirche hat den Luftangriff vom Palmsonntag 1942 überstanden und ist erhalten.